# Aeroport Internacional de Cam Ranh
L'Aeroport Internacional de Da Nang (Cảng hàng không quốc tế Cam Ranh, Sân bay Cam Ranh) és un aeroport de Cam Ranh i Nha Trang, a la República socialista del Vietnam, a 35 km al sud-est de la ciutat Nha Trang. L'aeroport és la base central del Vietnam Airlines, Nord Wind, VietJet Air, Korean Air, S7 Air, Vladivostok Air i Jetstar Pacific Airlines.

## Aerolínies
- Nordwind (Ulan-Ude)
- VietJetAir (Ha Noi)
- Korean Air (Seoul-Incheon)
- S7 Airlines (Novossibirsk)
- Vladivostok Air
- Jetstar Pacific Airlines (Ciutat Ho Chi Minh, Hanoi)
- Vietnam Airlines (Ciutat Ho Chi Minh, Hanoi, Da Nang)